# Charles & Eddie
Charles & Eddie var en amerikansk musikduo bestående av Charles Pettigrew och Eddie Chacon.

## Karriär
De träffades första gången på tunnelbanan i New York. Chacon höll en kopia av Marvin Gayes skiva "Trouble Man", och de började prata och skulle senare även börja uppträda tillsammans. Chacon växte upp i Oakland, Kalifornien där han spelade i ett band som spelade soulmusik. Han flyttade senare till Miami, Florida, där hans musikaliska karriär fortsatte med olika projekt med bland andra Dust Brothers och Daddy-O. 
Pettigrew å andra sedan växte upp i Philadelphia. Han studerade jazzsång vid Berklee College Of Music i Boston, medan han även uppträdde med popbandet Down Avenue. 
Charles and Eddie hade en världshit under 1992 med låten "Would I Lie to You?"
Deras sång "I Would Stop The World" framfördes 1993 i filmen ”Super Mario Bros." som baserar sig på den populära serien av figurerna i videospelet. 
Sången "Wounded Bird" framfördes i filmen True Romance.
När hitsen började dala under 1996 började Chacon arbeta som låtskrivare för EMI och skriva sånger för bland andra tjejgruppen Eternal,  Conner Reeves, Hanne Boel med flera.
Pettigrew avled i cancer den 6 april 2001 vid 37 års ålder.

## Diskografi

### Studioalbum
- 1992: Duophonic
- 1995: Chocolate Milk

### Singlar
- 1992: "Would I Lie to You?"
- 1992: "N.Y.C. (Can You Believe This City)"
- 1993: "Shine"
- 1993: "House Is Not a Home"
- 1995: "Jealousy"
- 1996: "24-7-365"

### EP
1995: I'm Gonna Love You (24-7-365)

### Övrigt
- 2005:  "Would I Lie To You" (remix) – en #1 hit i Europa